# Microgale drouhardi
Il tenrec toporagno di Drouhard (Microgale drouhardi A. Grandidier, 1934) è una specie di tenrec endemica del Madagascar, dove abita le zone ricoperte di foresta montana, spingendosi nelle piantagioni e nelle zone disboscate, dove trova più facilmente le larve e gli insetti di cui si nutre.
Nonostante sia segnato dall'IUCN come "a basso rischio", recentemente la specie sta soffrendo molto per la perdita dell'habitat a causa del disboscamento.